# Amblyraja badia
Amblyraja badia är en rockeart som först beskrevs av Garman 1899.  Amblyraja badia ingår i släktet trubbnosrockor, och familjen egentliga rockor. IUCN kategoriserar arten globalt som livskraftig. Inga underarter finns listade i Catalogue of Life.